# Raymond Williams
Cet article possède un paronyme, voir William Reymond.
Pour les articles homonymes, voir Williams.
 (mai 2023).
Si vous disposez d'ouvrages ou d'articles de référence ou si vous connaissez des sites web de qualité traitant du thème abordé ici, merci de compléter l'article en donnant les références utiles à sa vérifiabilité et en les liant à la section « Notes et références ».
Raymond Henry Williams (31 août 1921 - 26 janvier 1988) est un professeur, essayiste et écrivain originaire du Pays de Galles.
Il est considéré comme l'initiateur du courant des Cultural Studies par ses travaux sur la culture, les médias de masse et la littérature. Ses travaux ont été influencés par le marxisme et il fut une figure influente de la Nouvelle Gauche (New Left) britannique. Il a enseigné à l'université de Cambridge.
Il est partisan d'un "matérialisme culturel", qui rejette l'enfermement de la culture dans une superstructure.

## Biographie
Raymond Williams a été recruté à l'Université de Cambridge, d'abord comme maître de conférence en anglais, puis comme professeur de dramaturgie en 1974.

## Publications

### Romans
- Border Country, London, Chatto and Windus, 1960. reissued Hogarth Press, 1987.
- Second Generation, London, Chatto and Windus, 1964. reissued Hogarth Press, 1987.
- The Volunteers, London, Eyre-Methuen, 1978. Paperback edition, London, Hogarth Press, 1985.
- The Fight for Manod, London, Chatto and Windus, 1979. reissued Hogarth Press, 1987.
- Loyalties, London, Chatto and Windus, 1985.
- People of the Black Mountains, Volume 1: The Beginning, London, Chatto and Windus, 1989.
- People of the Black Mountains, Volume 2: The Eggs of the Eagle, London, Chatto and Windus, 1990.

### Études culturelles et littéraires
- Reading and Criticism, Man and Society Series, London, Frederick Muller, 1950.
- Drama from Ibsen to Eliot, London, Chatto and Windus, 1952. Revised edition, London, Chatto and Windus, 1968.
- with Michael Orrom, Preface to Film, London, Film Drama, 1954.
- Culture and Society, London, Chatto and Windus, 1958. New edition with a new introduction, New York, Columbia University Press, 1963. Translated into Italian, Japanese, Korean, Portuguese and German.
- The Long Revolution, London, Chatto and Windus, 1961. Reissued with additional footnotes, Harmondsworth, Penguin, 1965.
- Communications, Britain in the Sixties Series, Harmondsworth, Penguin Special, Baltimore, Penguin, 1962: revised edition, Harmondsworth, Penguin, 1966. Third edition, Harmondsworth, Penguin, 1976. Translated into Danish and Spanish.
- Modern Tragedy, London, Chatto and Windus, 1966. New edition, without play Koba and with new Afterword, London, Verso, 1979.
- Stuart Hall, R. Williams and E. P. Thompson (eds.), New Left May Day Manifesto, London, May Day Manifesto Committee, 1967. R. Williams (ed.) May Day Manifesto, Harmondsworth, Penguin, 1968, 2nd edition.
- Drama in Performance, revised edition. New Thinkers Library, C. A. Watts, 1954
- Drama from Ibsen to Brecht, London, Chatto and Windus, 1968. Reprinted, London, Hogarth Press, 1987.
- The Pelican Book of English Prose, Volume 2: From 1780 to the Present Day, R. Williams, (ed.) Harmondsworth and Baltimore, Penguin, 1969
- The English Novel From Dickens to Lawrence, London Chatto and Windus, 1970. Reprinted, London, Hogarth Press, 1985
- Orwell Fontana Modern Masters Series, Glasgow, Collins, 1971. 2nd edition. Glasgow, Collins, Flamingo Paperback Editions, Glasgow, Collins, 1984.
- The Country and the City, London, Chatto and Windus, 1973. Reprinted, London, Hogarth Press, 1985. Translated into Spanish.
- J. Williams and R. Williams (eds), D H Lawrence on Education, Harmondsworth, Penguin Education, 1973.
- R. Williams (ed.), George Orwell: A Collection of Critical Essays, Twentieth Century Views, Englewood Cliffs, N.J., Prentice-Hall, 1974.
- Television: Technology and Cultural form, Technosphere Series, London, Collins, 1974.  (ISBN 978-0415314565) Translated into Chinese (Taiwan's complex characters), Italian, Korean and Swedish.
- Keywords: A Vocabulary of Culture and Society, Fontana Communications Series, London, Collins, 1976. New edition, New York, Oxford University Press, 1984.
- M. Axton and R. Williams (eds), English Drama: Forms and Developments, Essays in Honour of Muriel Clara Bradbrook, with an introduction by R. Williams, Cambridge and New York, Cambridge University Press, 1977.
- Marxism and Literature, Marxist Introductions Series, London and New York, Oxford University Press, 1977. Translated into Spanish, Italian and Korean.
- Politics and Letters: Interviews with New Left Review, London, New Left Books, 1979, Verso paperback edition, 1981.
- Problems in Materialism and Culture: Selected Essays, London, Verso, 1980. New York, Schocken, 1981.
- Culture, Fontana New Sociology Series, Glasgow, Collins, 1981. US edition, The Sociology of Culture, New York, Schocken, 1982.
- R. and E. Williams (eds), Contact: Human Communication and its History, London and New York, Thames and Hudson, 1981.
- Cobbett, Past Masters series, Oxford and New York, Oxford University Press, 1983.
- Towards 2000, London, Chatto and Windus, 1983. US edition, The Sociology of Culture, with a Preface to the American edition, New York, Pantheon, 1984.
- Writing in Society, London, Verso, 1983. US edition. New York, Verso, 1984
- M. Williams and R. Williams (eds), John Clare: Selected Poetry and Prose, Methuen English Texts, London and New York, Methuen, 1986.
- Raymond Williams on Television: Selected Writings Preface by R. Williams, A. O'Connor, (ed.) London, Routledge, 1989.
- Resources of Hope, R. Gable (ed.), London and New York, Verso, 1989.
- What I Came to Say, London, Hutchinson-Radius, 1989.
- The Politics of Modernism, T. Pinkney (ed.), London and New York, Verso, 1989.
- Culture et matérialisme, Raymond Williams, Montréal: Lux Éditeur Paris: Prairies ordinaires, 2010.

### Articles
- Raymond Williams dialogue avec The New Left Review : le théâtre comme laboratoire, revue Période, 2015
- Une longue révolution : entretien avec Raymond Williams, revue Période, 2015

### Nouvelles
- Red Earth, Cambridge Front, no. 2 (1941)
- Sack Labourer, in English Short Story 1, W. Wyatt (ed.) London, Collins, 1941
- Sugar, in R. Williams, M. Orrom, M.J. Craig (eds) Outlook: a Selection of Cambridge Writings, Cambridge, 1941, pp. 7–14.
- This Time, in New Writing and Daylight, no. 2, 1942-3, J. Lehmann (ed.) London, Collins, 1943, pp. 158–64.
- A Fine Room to be Ill In, in English Story 8, W. Wyatt (ed.) London, 1948.

### Théâtre
- Koba (1966) in Modern Tragedy, London, Chatto and Windus
- A Letter from the Country, BBC Television, April 1966, Stand, 12 (1971), pp. 17–34
- Public Enquiry, BBC Television, 15 mars 1967, Stand, 9 (1967), pp. 15–53